# Lothringen (1940)
Pour les articles homonymes, voir Lorraine (homonymie).
Le Lothringen (Lorraine en français) était un mouilleur de mines auxiliaire de la Kriegsmarine, durant la Seconde Guerre mondiale. C'était un ferry français non achevé et réquisitionné en 1940.

## Ferry
Le navire a été mis en chantier aux Forges et Chantiers de la Méditerranée du Havre en 1939. Il était destiné à devenir le ferry Dieppe pour la SNCF sur la ligne trans-Manche Dieppe—Newhaven.
Avec l'occupation allemande de la France en juin 1940, le navire inachevé au chantier naval tombe dans les mains de la Wehrmacht. Son lancement sous le nom de Lothringen est prévu pour le 19 décembre 1940 après avoir reçu son armement.

## Service
La réalisation est retardée et il n'est mis en service qu'en 1942 comme navire-cible pour les sous-marins.
En juin 1944 il reçoit un équipage, celui du Skagerrak coulé sur mines à Egersund en Norvège. Mais c'est seulement le 18 novembre 1944 que le Lothringen est prêt à partir pour Sønderborg au Danemark. Il y arrive le 18 janvier 1945 puis se rend à Oslofjord pour charger des mines. Puis il retourne à Copenhague avec le croiseur léger Nürnberg et le navire frigorifique Linz. En février il tente de franchir la barrière de mines Titus dans le Skagerrak occidental. En mars il se rend à Kristiansand avec le mouilleur de mines Ostmark, le destroyer Z 4 Richard Beitzen et les torpilleurs T17 et T20. En association avec l'Ostmark, le Linz, les torpilleurs T17 et T20 et le destroyer Z20 Karl Galster ils tentent de franchir la barrière Titus II  en vain puis la barrière de mines Auguste.
Le Lothringen subit une panne de gouvernail, échappe de peu à une série de mines. Il se rend à Baltiisk puis il est utilisé, jusqu'à la fin de la guerre, comme navire de transport des réfugiés.

## Après guerre
Le Lothringen est de retour en France le 17 novembre 1945. Il est remis en état comme véritable ferry pour 1 450 passagers ; il est rebaptisé Londres et prend son service avec l’Arromanches sur la ligne Dieppe—Newhaven.
En 1964 il est vendu à la compagnie maritime Typaldos Bros. (Le Pirée en Grèce)  et rebaptisée Ionion II. La compagnie faisant faillite il est revendu à la compagnie Aegean SN Co. et prend le nom de Sofoclis Venizelos et navigue sur la ligne Le Pirée—Héraklion (en Crète). 
Le 14 avril 1966 il coule dans le port du Pirée après un incendie.